# Прозоров, Михаил Михайлович
Михаил Михайлович Прозоров (30 октября 1860 года, Вюрцбург, Бавария — 1914 год) — русский архитектор, гражданский инженер. Автор многих зданий в Литве, и в частности, в Вильнюсе, член Императорского технического общества. Губернский инженер Вильнюса (1901—1906 года).

## Биография
Закончил реальное училище в Вильне. В 1878 году поступил в Петербургское строительное училище, которое окончил в 1883 году со званием гражданского инженера и правом на чин X класса. В том же году получил назначение в строительное отделение Виленского губернского правления, где занимал должности младшего инженера (1883—1885) и младшего архитектора (с 1885). С 1890 года был архитектором православной Литовской епархии. Одновременно в 1901—1906 годах занимал должность губернского инженера. В 1901—1914 годах избирался в городскую думу.

## Архитектура
Михаил Прозоров осуществлял надзор за строительством Дворца правосудия в Вильнюсе на Георгиевском проспекте (ныне проспект Гедиминаса 40; 1899), построенного по проекту архитектора Василия Пруссакова. Впоследствии он приобрёл известность, проектируя общественные здания, которые одновременно отражают дух модернизма и монументального классицизма. По его проектам построено или перестроено около 40 церквей в Виленской, Гродненской, Ковенской губерниях.
Он является автором более 50 зданий в Вильнюсе, в том числе следующих зданий:
- православный Храм в честь иконы Пресвятой Богородицы «Знамение» в Вильнюсе на Зверинце (1903) — величественный многокупольный храм в русско-византийском стиле[4]
- Здание Академии наук Литвы (ранее — Русский государственный банк; проспект Гедиминаса 3; 1906—1909), которое носит отчётливые черты архитектуры историзма. Поскольку Михаил Прозоров был знатоком новейших металлических и железобетонных конструкций, в этом здании он без дополнительных опор перекрыл расположенный в глубине здания зал площадью в 440 м² железобетонным сводом эллиптической формы. Впервые в Вильне при возведении этого строения использовались железобетонные эллипсовидные арки. Основной его достопримечательностью являлся операционный зал, высота которого от пола до потолка составляет 7,5 м. Гордостью вестибюля банка когда-то была лестничная развязка с мраморными ступенями, ведущими на первый этаж здания и в его цокольную часть.
- Караимская кенасса в Вильнюсе (улица Любарто 6; 1911—1912), выполненная в мавританском стиле.
- Парфюмерный магазин Сегаля (проспект Гедиминаса 5; 1913), который носит черты виленского модерна.
- Здание Купеческого клуба (Торгово-промышленная палата; проспект Гедиминаса 35/1; 1913). На первом его этаже разместились шесть магазинов, на верхнем — клубные комнаты и зал заседаний. Интерьеры и фасады дома были решены в стиле неоклассицизма. Оригинальный внешний вид ему придали окна разных размеров и форм, а также лепнина по наружным стенам. В советское время в этом здании размещался Вильнюсский горисполком, затем городское Архитектурное управление.
- Дом жены С. Прозоровой в так называемом «кирпичном стиле» (Jakšto g. 9 и 11, в котором располагалась частная женская гимназия и концертный зал (1898)[3].
- Здание шоколадной фабрики «Виктория» на углу нынешних улиц Миндауго и Шальтиню (1897)[3].

Здания, созданные Михаилом Прозоровым
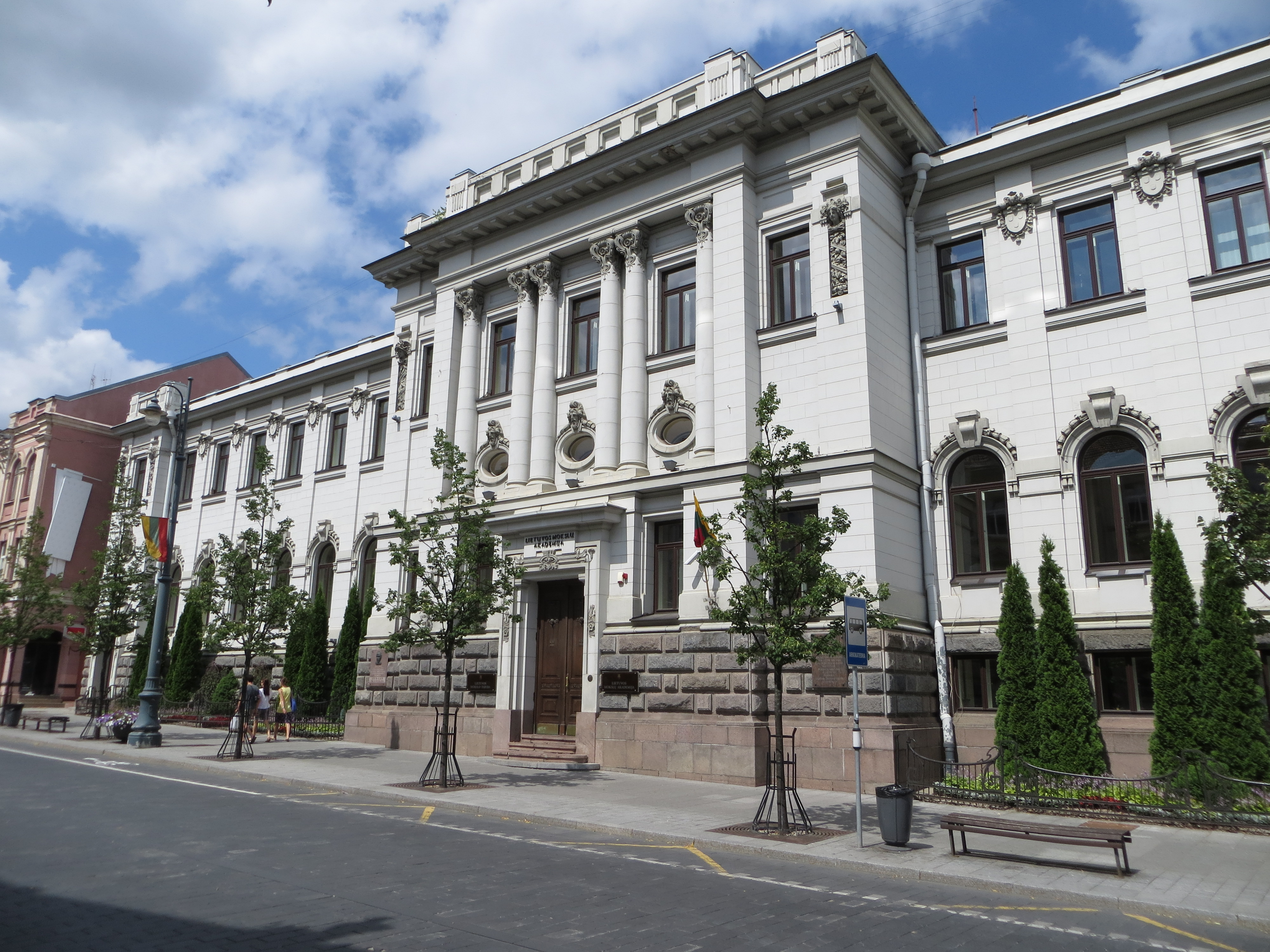
Главный фасад здания Академии наук Литвы
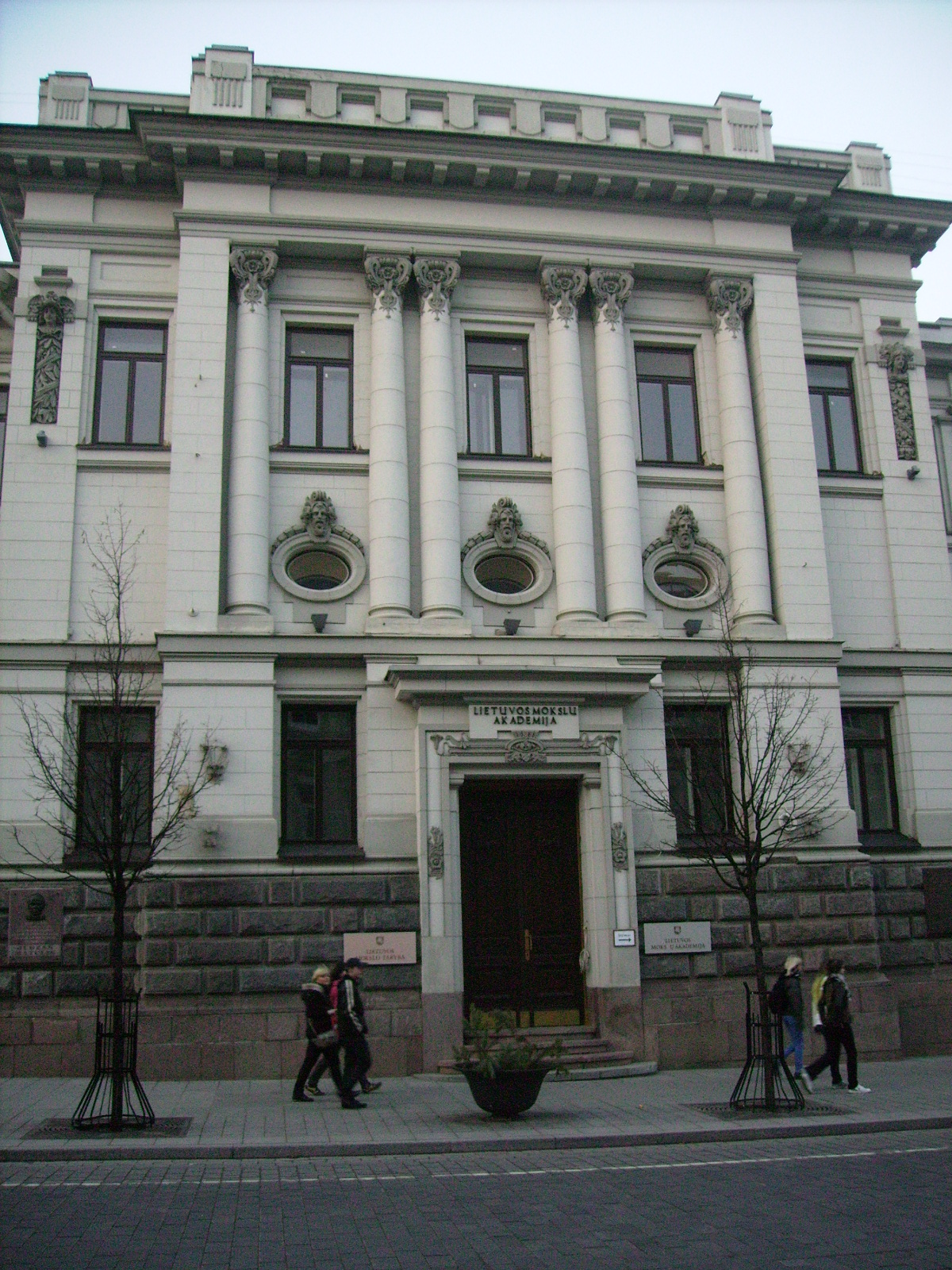
Здание Академии наук Литвы
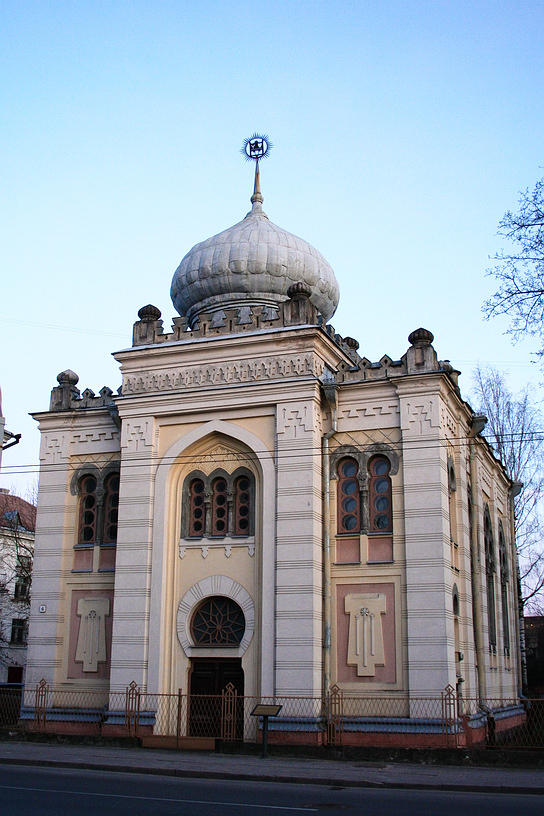
Караимская кенасса в Вильнюсе
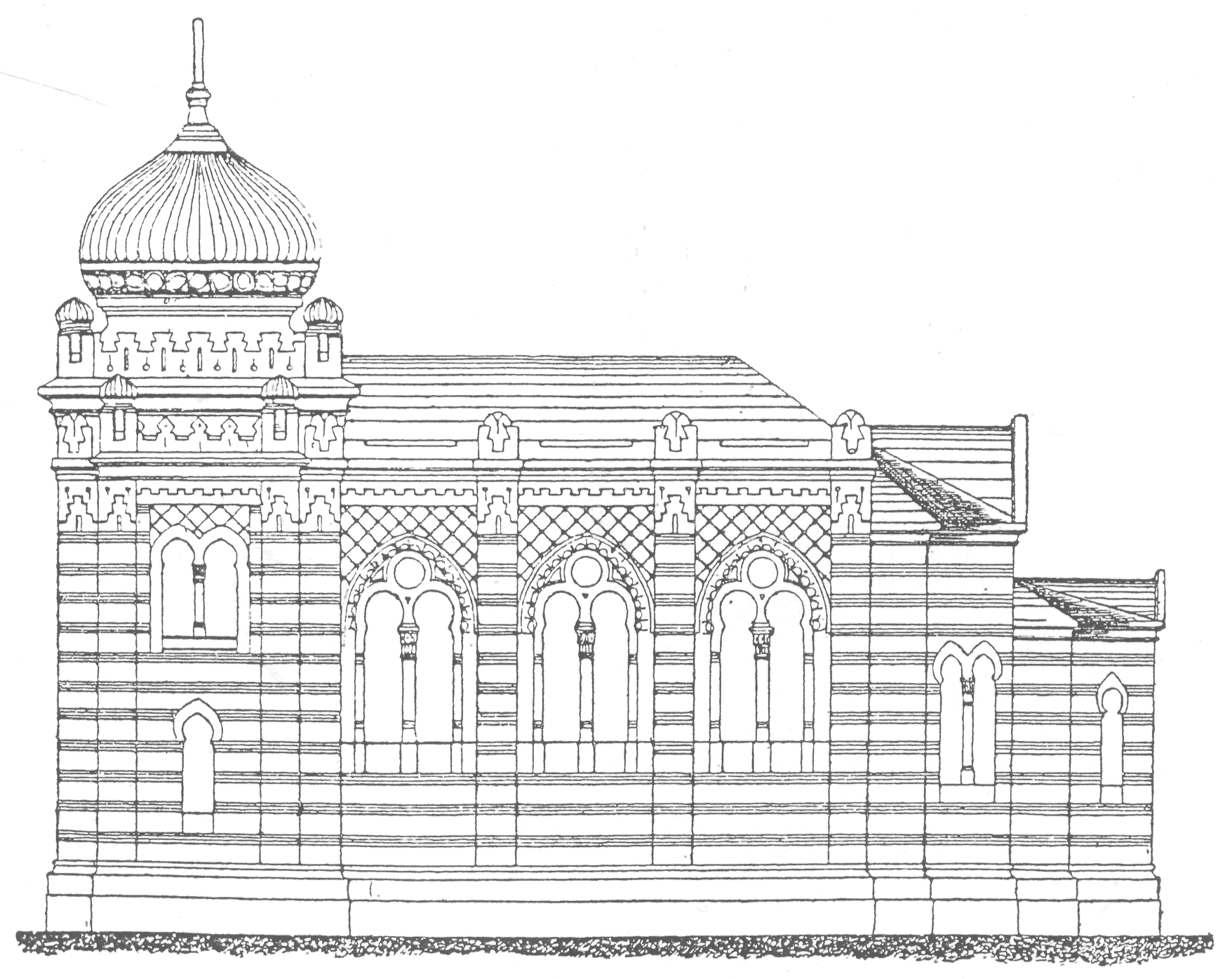
Кенасса в Вильно (план)
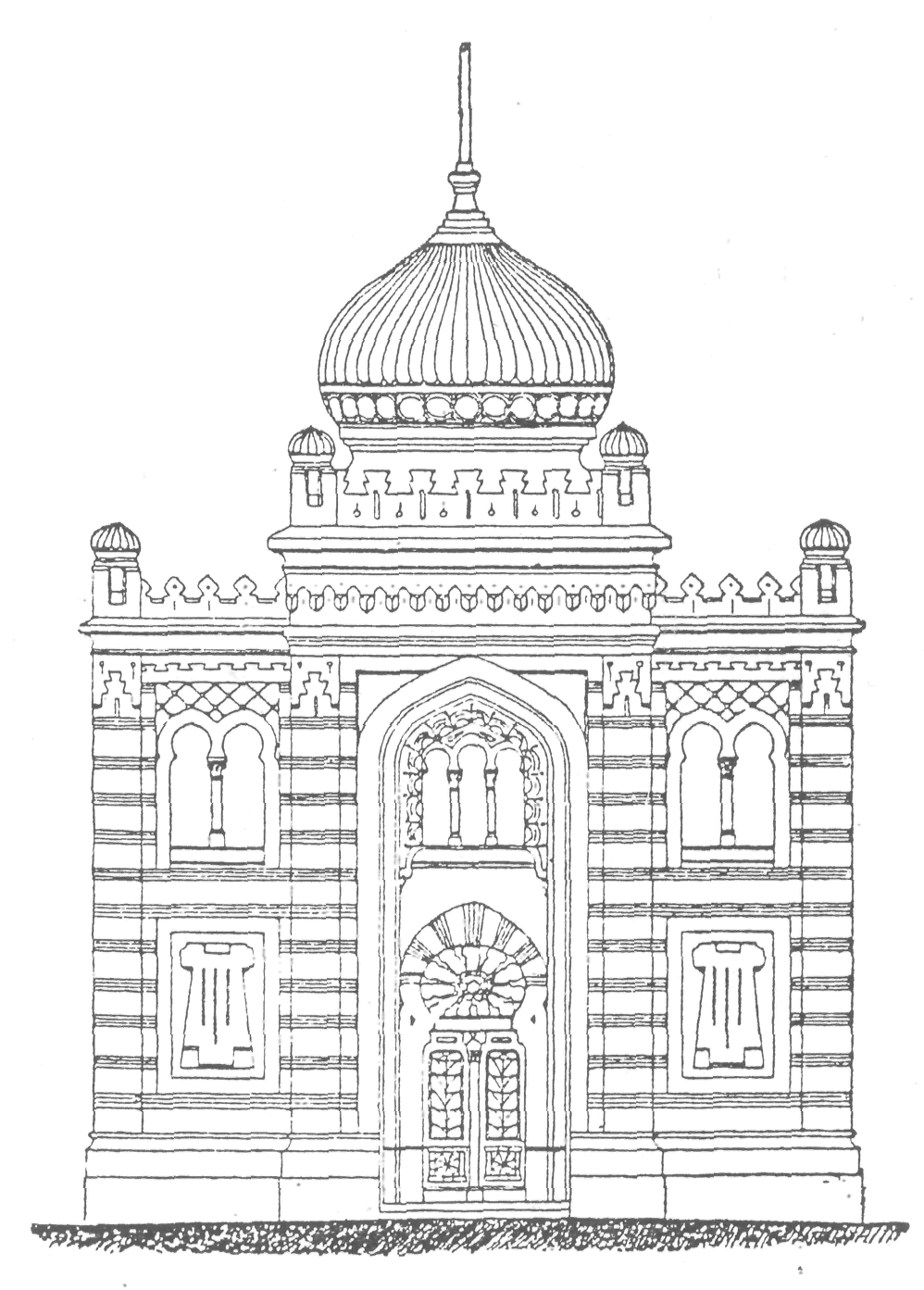
Кенасса в Вильно (план)
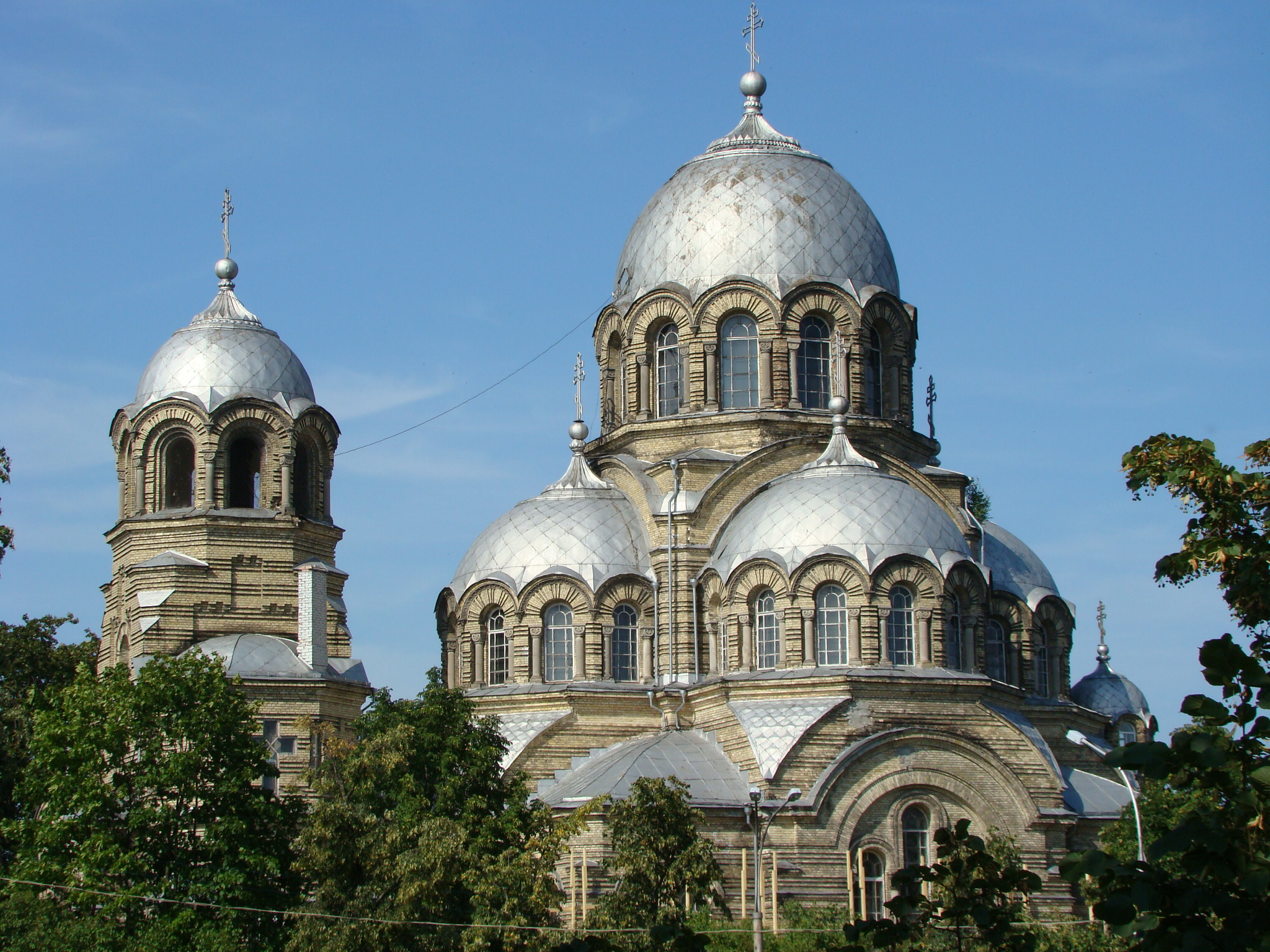
Храм Знамения Пресвятой Богородицы в Вильнюсе
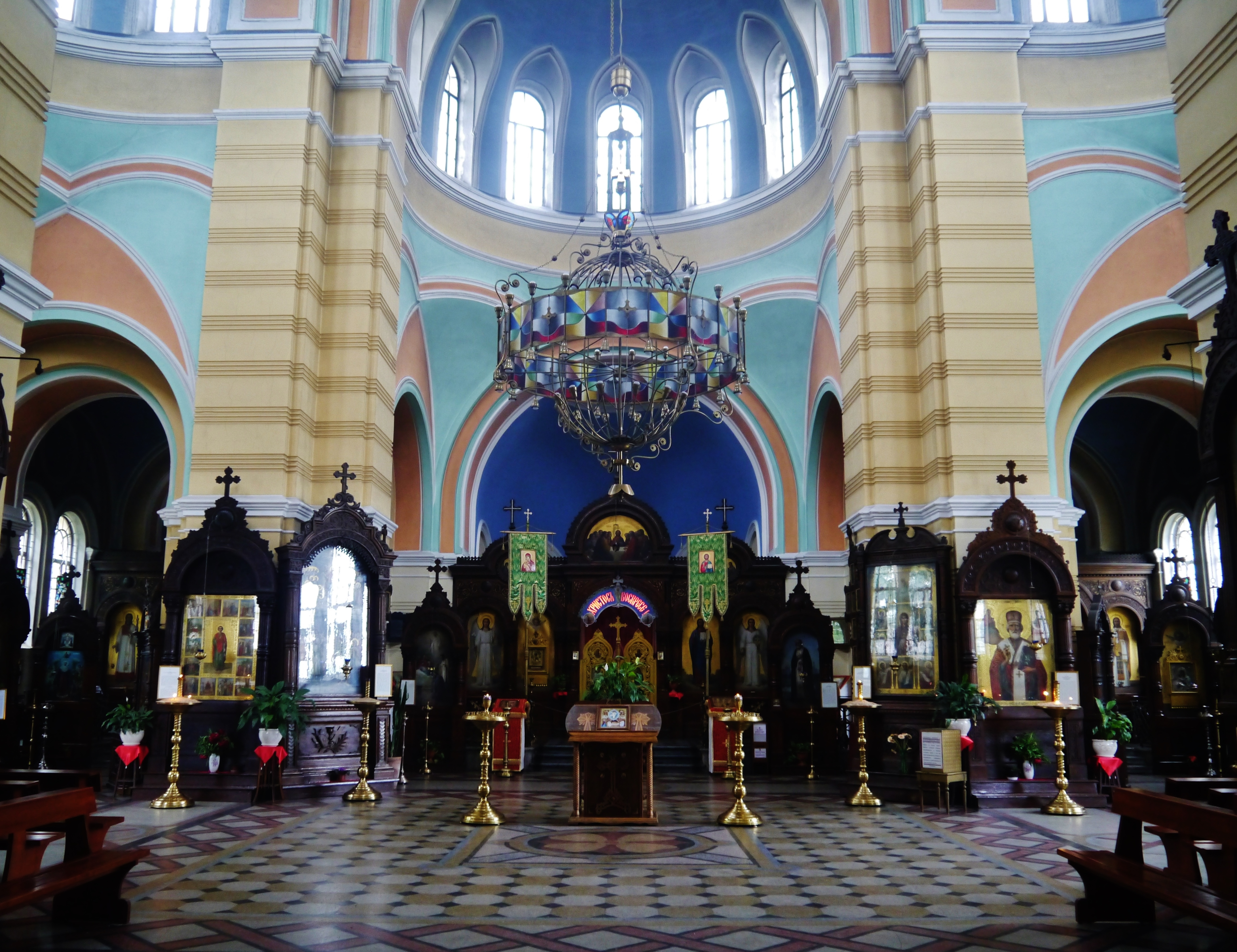
Интерьер церкви в честь иконы Пресвятой Богородицы «Знамение» в Вильнюсе
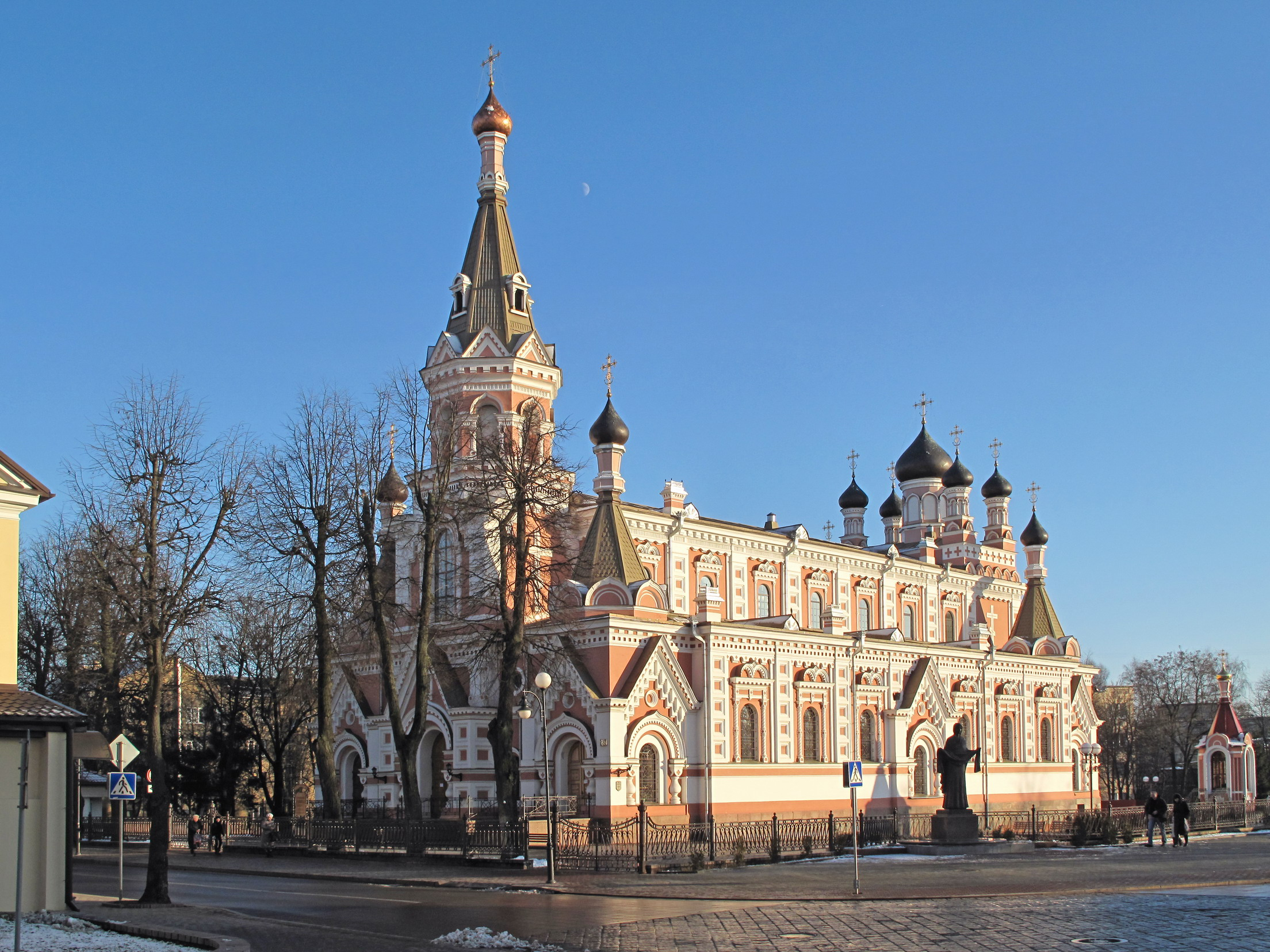
Покровский собор в Гродно

## Общественная деятельность
Прозоров принимал активное участие в жизни русского общества в Вильнюсе, а в 1901—1914 годах занимал пост старейшины местного горсовета. Также он был активным членом Виленского промышленно-купеческого Общественного собрания, известного также под названием Купеческого клуба, объединявшего в своих рядах наиболее деятельных предпринимателей.